# إغناسيو لا روسا
إغناسيو لا روسا (بالإيطالية: Ignazio La Russa) (18 يوليو 1947 - )؛ سياسي إيطالي، يرأس مجلس النواب الإيطالي منذ 13 أكتوبر 2022. كان وزيرًا للدفاع ما بين 8 مايو 2008 و16 نوفمبر 2011، ورأس حزب إخوة إيطاليا ما بين 4 أبريل 2013 و8 مارس 2014.